# تعليم علماني

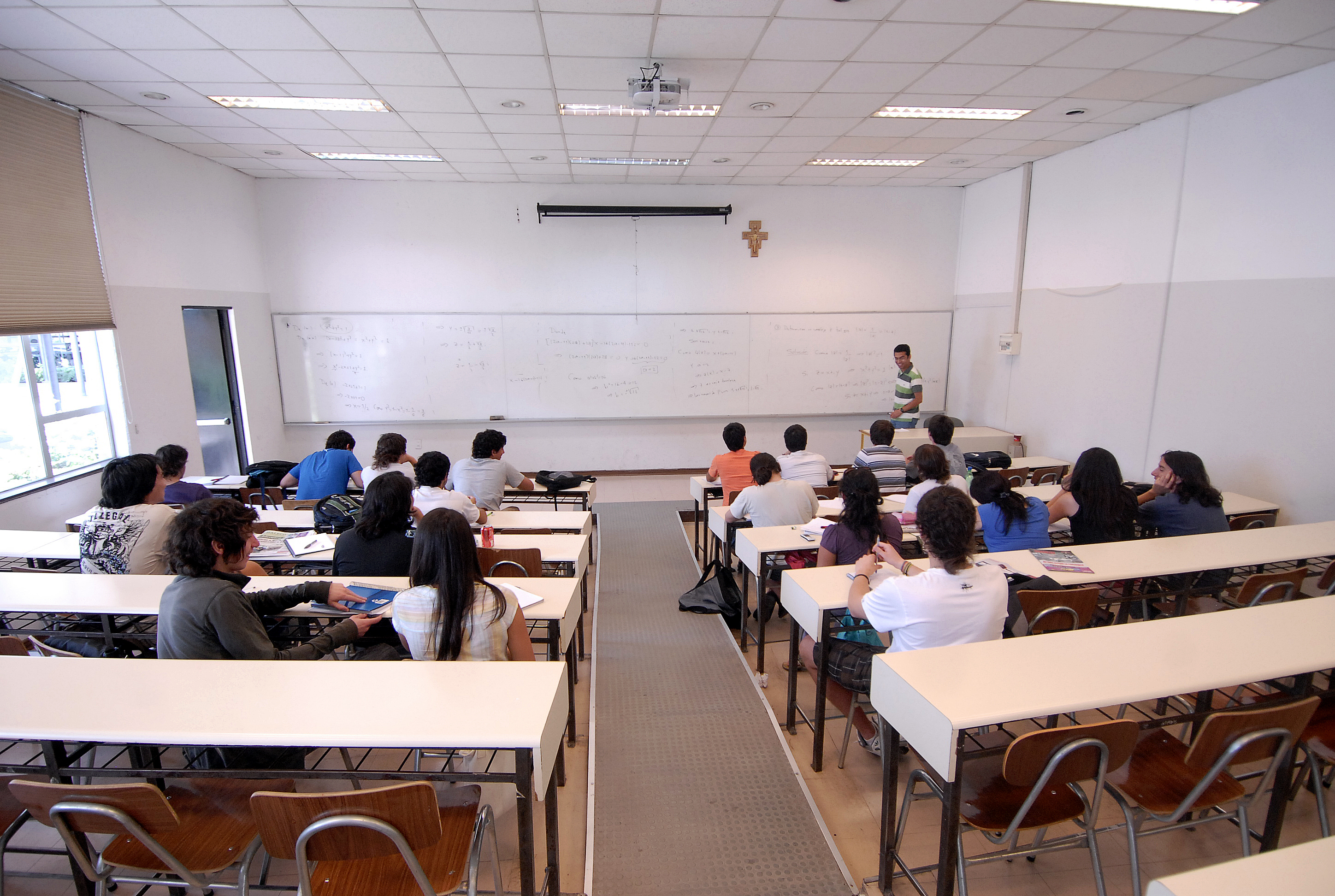

التعليم العلماني هو نظام التعليم العام في البلدان التي تحكمها حكومات علمانية أو تفصل بين الدين والدولة.
وسيكون مثال النظام التعليمي العلماني الذي نستعرضه هو النظام التعليمي العام في فرنسا, الذي يميل إلى حد ما إلى حظر الرموز الدينية الواضحة داخل المدارس.
وفي عام 2009 تم إنشاء هيئة جديدة، وهي اللوبي العلماني الأسترالي, لتعزيز التعليم العلماني في أستراليا.